# Natalija Dawydowa
Natalija Anatolijiwna Dawydowa (ukrainisch Наталія Анатоліївна Давидова; * 22. Juli 1985) ist eine ukrainische Gewichtheberin.

## Karriere
Ihren bislang größten Erfolg für die Ukraine feierte Natalija Dawydowa bei der Weltmeisterschaft 2007, wo sie in der Gewichtsklasse bis 69 kg die Bronzemedaille mit einer Gesamtleistung 244 kg erringen konnte. Bei den Europameisterschaften holte sie 2005 die Bronzemedaille, 2006 die Silbermedaille und 2007 wieder die Bronzemedaille.

## Doping
Im September 2016 veröffentlichte der Internationale Verband der Gewichtheber (IWF), dass Dawydowa ihren dritten Platz bei den Olympischen Sommerspielen 2008 in Peking durch die Einnahme von Dehydrochlormethyltestosteron erschlichen hatte. Ihre Bronzemedaille wurde aberkannt.